# Бабин, Алексей Васильевич
Алексе́й Васи́льевич Ба́бин (22 марта 1866, г. Елатьма, Тамбовская губерния, Российская империя — 10 мая 1930, Сан-Франциско, США) — историк-американист, библиограф, переводчик и преподаватель.

## Биография
Алексей Васильевич Бабин родился 22 марта 1866 года в семье мещанина города Елатьмы Тамбовской губернии. После окончания Елатомской мужской гимназии в 1885 году поступил в Санкт-Петербургский институт истории и филологии. Завершив обучение, с 1887 года работал в Санкт-Петербурге учителем и библиотекарем Торговой школы на Охте.
Вследствие трагического несчастного случая в 1889 году А. В. Бабин эмигрировал в США. С 1891 по 1896 год обучался в Корнеллском университете, по окончании которого получил степень магистра истории. Параллельно учёбе работал в университетской библиотеке. В 1896 году получил назначение на должность заведующего библиотекой университета в Блумингтоне. В 1898 году перешёл в библиотеку Стэнфордского университета. Затем был приглашён на работу в Библиотеку Конгресса США, где работал с 1902 по 1910 год сначала ответственным специалистом в области славянской литературы, а впоследствии — заведующим Отделом славянской литературы. Стажировался в Сорбонне.
В 1910 году А. В. Бабин реэмигрировал в Россию в качестве сотрудника газетного агентства Ассошиэйтед Пресс. Одновременно был инспектором народных училищ Изюмского уезда Харьковской губернии, несколько позднее — с июня по декабрь 1916 года — директором народных училищ Вологодской губернии. С осени 1917 года — преподаватель английского языка Саратовского университета. С октября 1921 года работал переводчиком в благотворительной организации «Американская администрация помощи», снабжавшей продовольствием голодавшие регионы России.
А. В. Бабин не принял Октябрьскую революцию, считая режим большевиков пагубным для страны. В ноябре 1922 года он навсегда покинул Советскую Россию и вернулся в США. С 1922 по 1927 год возглавлял Отдел новых поступлений в библиотеке Корнеллского университета, с 1927 года — снова руководитель Отдела славянской литературы Библиотеки Конгресса США.
А. В. Бабин умер 10 мая 1930 года в Сан-Франциско, США.

## Деятельность
Специалист по работе с большими некаталогизированными книжными коллекциями, помимо русского, владевший тремя европейскими языками. В Стэнфордском университете, наряду с библиотечной работой, А. В. Бабин преподавал библиографию и вёл занятия по основам русского языка — эти курсы стали одними из первых, которые были внедрены в американских университетах. По заданию Библиотеки Конгресса выезжал в Чехию и в Россию с целью приобретения архивных материалов и книг. Сыграл решающую роль в покупке библиотекой собраний книг профессора М. Гаттала и купца Г. В. Юдина, ставших основой фонда Отдела славянской литературы.
В годы реэмиграции в Россию неоднократно привлекался Министерством народного просвещения к составлению записок с анализом опыта работы образовательных учреждений Англии и Америки. В 1912 году издал двухтомник «История Северо-Американских Соединенных Штатов», ставший первым написанным русским автором для российского читателя фундаментальным трудом по истории США. В саратовский период начал активно работать над дневниками, которые были закончены уже в Америке.
Главной и многолетней целью А. В. Бабина было сохранение русского культурного наследия за рубежом. Почти все свои денежные средства он оставил Библиотеке Конгресса США для развития Отдела славянской литературы и расширения коллекции русского фольклора, русской литературы, социальной и политической истории России и истории русского изобразительного искусства. Работу по комплектованию и описанию славянской коллекции библиотеки прервала только его кончина.

## Основные труды
- История Северо-Американских Соединенных Штатов: в 2 т. / [Соч.] А. В. Бабина. — СПб.: Типография А. Г. Тренке и В. Фюсно, 1912. — Т. 1: 1607—1829. — 493 с.
- История Северо-Американских Соединенных Штатов: в 2 т. / [Соч.] А. В. Бабина. — СПб.: Типография А. Г. Тренке и В. Фюсно, 1912. — Т. 2: 1829—1910. — 472 с.
- А Russia Civil War Diary: Alexis Babine in Saratov, 1917—1922 (англ.) / Ed. by Donald J. Raleigh. — Durham and London: Duke University Press, 1988. — 240 p. — ISBN 0-8223-0835-5.